# Torneo Acropolis 1990
Il Torneo Acropolis 1990 si è svolto dal 23 al 25 luglio 1990.

Gli incontri si sono svolti nell'impianto "Sporthalle" di Glyfada.

## Squadre partecipanti
1. Argentina
2. Cecoslovacchia
3. Cina
4. Grecia

## Risultati
| Glyfada 23 luglio | Grecia | 103 – 76 | Cecoslovacchia | Sporthalle |

| Glyfada 23 luglio | Argentina | 133 – 82 | Cina | Sporthalle |

| Glyfada 24 luglio | Grecia | 100 – 85 | Cina | Sporthalle |

| Glyfada 24 luglio | Argentina | 101 – 78 | Cecoslovacchia | Sporthalle |

| Glyfada 25 luglio | Grecia | 79 – 81 | Argentina | Sporthalle |

| Glyfada 25 luglio | Cecoslovacchia | 115 – 89 | Cina | Sporthalle |

## Classifica Finale
| -  | Team           | PT | V - P |
| -- | -------------- | -- | ----- |
| 1. | Argentina      | 6  | 3 - 0 |
| 2. | Grecia         | 4  | 2 - 1 |
| 3. | Cecoslovacchia | 2  | 1 - 2 |
| 4. | Cina           | 0  | 0 - 3 |